# نظام التبادل المجتمعي
نظام التبادل المجتمعي هو عبارة عن شبكة تجارة عالمية قائمة على الإنترنت تسمح للمشاركين بشراء وبيع البضائع والخدمات دون استخدام عملة وطنية. يمكن وصفه كنوع من شبكة نظام التبادل التجاري المحلي القائمة على البرمجيات الحرة. بينما يمكن استخدامه كبديل للعملات التقليدية مثل الدولار الأسترالي أو اليورو أو الراند الجنوب أفريقي، فإن نظام التبادل المجتمعي هو عملة مكملة بمعنى أنه يعمل جنبًا إلى جنب مع العملات المعمول بها.
صيغ اسم نظام التبادل المجتمعي من خلال خدمة ويب عبر الإنترنت بدأت في عام 2003 في مدينة كيب تاون بجنوب أفريقيا باسم تبادل المواهب في كيب تاون. انتشرت من هناك إلى 99 دولة، مع أكبر مشاركة في أستراليا، حيث أُسس نظام التبادل المجتمعي في عام 2011. يأخذ نظام التبادل المجتمعي الأصلي الفكرة من نظام التبادل التجاري المحلي والأنظمة المماثلة كخطوة أخرى من خلال توفير وسائل التجارة بين المجتمعات؛ إنها شبكة عالمية من المجتمعات التي تستخدم أنظمة التبادل غير النقدية.
نظام التبادل المجتمعي دولي في نطاقه. لا يملك نقودًا مطبوعة أو عملات معدنية، لكنه يستخدم تكنولوجيا الكمبيوتر ليكون «نظامًا نقديًا ومصرفيًا عبر الإنترنت» أو كنظام بديل للتبادل أو كسوق. إنه مطور من نظام يجري فيه إما تبادل سلعة أو خدمة مقابل سلعة أو خدمة أخرى، أو يسمى عادةً المقايضة، لأنها تستخدم وحدة رقمية ذات قيمة (لا نفس العملة الرقمية).

## خلفية
على الرغم من أن الأموال تأخذ عادة شكل عملة وطنية مثل الدولار أو اليورو، وجد منذ فترة طويلة أنواع أخرى من «العملات» تتراوح بين صكوك «أنا أدين لك» البسيطة –إذ يعلن شخص ما عن دين لشخص آخر في وثيقة مكتوبة- إلى برامج أكثر تطورًا مثل برامج المسافر الدائم، إذ تتراكم فيها النقاط في نظام جانبي نتيجة لعمليات الشراء. أسست بعض المجتمعات، التي تكون نائية عادة، ما يسمى أحيانًا بعملة المجتمع، وأحيانًا باستخدام الصكوك الورقية، مثل جنيه توتنس في بلدة توتنس في المملكة المتحدة؛ كانت الفكرة تعزيز التجارة المحلية و«الحفاظ على تداول الأموال داخل الاقتصاد المحلي للمدينة»، وفقًا لأحد التقارير. 
جعل الإقبال على تكنولوجيا الإنترنت العملات البديلة (المعروفة أيضًا بالمكملة) أكثر قابلية للاستمرار، إذ يمكن لقواعد البيانات أن تحفظ حسابات الائتمان وتسهل التجارة.

## تاريخ
بدأ نظام يسمى «تبادل المواهب في كيب تاون» في فبراير 2003 في كيب تاون من قبل عضو أشوكا تيم جينكين (المعروف أيضًا بهروبه الجريء من السجن خلال عصر الفصل العنصري)، ومعلم الرياضيات والعلوم السابق والمهندس الكيميائي دون نورثكوت.
سُميت الوحدة التجريدية للعملة (وحدة الحساب/ القيمة) «الموهبة»، ولكن لم تكن هناك فواتير مادية أو عملات معدنية مصنعة. الغرض من ذلك هو تقديم المزايا لشبكة تجارية لأشخاص معوزين لم يتمكنوا من الحصول على ائتمانات أو قروض باستخدام العملات الوطنية التقليدية، وأيضًا مساعدة المجتمعات المهمشة داخل مدينة كيب تاون مثل خايليتشا لتصبح ذاتية الدعم. اعتُبر التصميم الأولي تبادلًا محليًا فقيرًا غير هادف للربح ومتشابهًا في معظمه مع نظام التبادل التجاري المحلي، الذي يسجل الأعضاء في تداول السلع والخدمات باستخدام عملة أُنشئت محليًا تسمى «اعتمادات نظام التبادل التجاري المحلي».
تطور التبادل لاحقًا ليصبح نظامًا أكثر تعقيدًا استفاد من تكنولوجيا الإنترنت لتقليل تكاليف إدارة النظام والسماح بالتوسع في أماكن أخرى تشمل المناطق الواقعة خارج حدود جنوب أفريقيا. سمح البرنامج للتبادل في مدينة واحدة بالربط مع التبادلات المماثلة في مدن أخرى لتشكيل شبكة عالمية.
شُكلت رسميًا شركة نظام التبادل المجتمعي وسُجلت كشركة غير هادفة للربح بموجب قانون الشركات في جنوب أفريقيا عام 2008، وتعرف باسم نظام التبادل المجتمعي العالمي. أُسّس نظام التبادل المجتمعي في أستراليا عام 2011.
توجد أربعة خوادم لنظام التبادل المجتمعي تستضيف مجتمعات مختلفة؛ نظام التبادل المجتمعي العالمي في كيب تاون الخادم «العالمي»، وآخر في تايوان، واثنان في أستراليا يستضيفان المجتمعات الأسترالية وتايمبانكينغ  أستراليا في نيو ساوث ويلز. النظام الإسباني، نظام التبادل المجتمعي المتكامل (يخدم الأرجنتين والبرازيل وفرنسا واليونان وإيطاليا وإسبانيا والمكسيك)، ومنظمة مجتمع فورج أيضًا جزء من الشبكة ومقرها جنيف.

## الحجم
تتباين التقارير حول عدد تبادلات العملات المكملة المرتبطة بالشبكة. أشار أحد التقارير في عام 2011 إلى أن الشبكة تتألف من 100 تبادل مرتبط يعمل في 15 دولة مختلفة. أحصى تقرير ثانٍ عدد التبادلات بنحو 300 تبادل في 30 دولة مختلفة. يوجد 2000 عضو في عام 2006 مع ما مجموعه 6700 عضو في 50 مجموعة في ثمانية بلدان حسب أحد التقديرات. قُدّر عدد المشاركين في تبادل المواهب في كيب تاون بنحو 4000 مشارك بحلول عام 2011. أشار تقرير في مجلة تايم إلى أن الأشكال البديلة من المال «تزداد شعبية» في أماكن مثل جنوب أفريقيا وأماكن أخرى. عندما افتُتح النظام منذ عام 2003، تداول نحو مليونين ونصف المليون من المواهب، أي ما يقارب 500000 راند جنوب أفريقي، وفقًا لأحد التقديرات. أشار أحد التقديرات إلى أن القيمة الإجمالية لأنظمة التبادل التجاري المحلية في جميع أنحاء العالم هي مليار راند جنوب أفريقي في عام 2004.
أعلن موقع نظام التبادل المجتمعي أنه يوجد 485 مجموعة تبادل استُضيفت على خادمه العالمي في بداية عام 2013. توضعت المجموعات هذه في 53 دولة، مع 37 تبادل أسترالي آخر على خادمها الأسترالي.

## طريقة التشغيل
ينشئ الشخص الراغب في الانضمام حساب تبادل محلي خاص عبر موقع نظام التبادل المجتمعي. هذا يتيح لهم الوصول إلى مجتمع الإنترنت، يوصف أحيانًا بأنه «مركز للتسوق عبر الإنترنت» يشبه في بعض النواحي موقع الشبكات الاجتماعية. يمكنهم بعد ذلك عرض بيع السلع أو الخدمات، وعند شرائها تتراكم أرصدتهم، ما يتيح لهم شراء الأشياء في التبادل وأيضًا من البائعين المشاركين. عمومًا، يكون لكل تبادل «عملة» أو وحدة قياس تعمل كآلية تسجيل لتتبع القيم عند نقلها. تعمل معظم التبادلات وفقًا لمبادئ الائتمان المتبادل وبنوك الوقت «عملة زمنية»، حتى أن البعض يستخدم العملات الورقية الخاصة بالتبادل كسجل مادي محمول لتوثيق الائتمان الإلكتروني.
يصل العضو المسجل إلى خادم مضيف يدير تبادلًا معينًا، ويمكّن هذا الوصولُ المستخدمَ من الارتباط بتبادلات أخرى. لا يوجد سعر تبادل ثابت بين قيمة وحدة نظام التبادل المجتمعي والعملة الوطنية، بدلًا من ذلك تتقلب القيم. يتتبع برنامج قاعدة البيانات الأشخاص الذين لديهم مبالغ من «المال».
يدفع المشتري للبائع من خلال التوقيع على ورقة تجارية متوفرة من البائع أو بتسليم قسيمة تجارية تسجل مقدار موافقة المشتري على الخصم من البائع مقابل البضائع/ الخدمة المقدمة. تُسلم القسيمة إما بواسطة البائع إلى مسؤول مجموعة الذي يُدخل المبلغ في النظام المحوسب، أو تُدخل المعلومات مباشرة من قبل البائع.
لا يُسمح للأعضاء بشكل عام تجميع الكثير من «الدين» أو «الائتمان» على النظام. عندما يتراكم العجز، يتوقف الأعضاء الآخرون عادةً عن التجارة مع هذا الشخص حتى يعمل أكثر أو يبيع المزيد من العناصر أو الخدمات. عندما يصبح ائتمان الفرد ممتدًا جدًا، يحث الأعضاء الآخرون هذا الشخص على بدء التجارة لخفض هذا المبلغ. تُفرض الضريبة عليه مثل أي عملة و«تطبق القواعد الضريبية للدولة ... تمامًا مثل العملة الوطنية». إذا لم يملك عضو معين حاسوبًا أو كان يفتقر للوصول إلى الإنترنت، فمن الممكن لمنسق المنطقة المحلية أن يدخل التجارة الخاصة به في النظام.